# Балакардашев, Гардашбала Иманали оглы
Гардашбала Иманали оглы Балакардашев (азерб. Qardaşbala İmanalı oğlu Balaqardaşov; 15 мая 1928, Шемахинский уезд — 1 мая 1991, Кобустанский район) — советский азербайджанский животновод, Герой Социалистического Труда (1948).

## Биография
Родился 15 мая 1928 года в селе Сунди Шемахинского уезда Азербайджанской ССР (ныне Кобустанский район).
Окончил Азербайджанский сельскохозяйственный институт имени С. Агамали оглы.
С 1941 года чабан, старший чабан, с 1970 года главный ветеринар колхоза имени XXI партсъезда (бывший имени Сталина) Шемахинского района Азербайджанской ССР. В 1947 году вырастил от 425 грубошерстных овцематок 514 ягнят, при среднем весе ягнят к отбивке 40,3 килограмм.
Указом Президиума Верховного Совета СССР от 17 августа 1948 года за получение в 1947 году высокой продуктивности животноводства Балакардашеву Гардашбала Иманали оглы присвоено звание Героя Социалистического Труда с вручением ордена Ленина и золотой медали «Серп и Молот».
Активно участвовал в общественной жизни Азербайджана. Член КПСС с 1951 года.
Скончался 1 мая 1991 года в селе Сунди Кобустанского района.